# Caitlín R. Kiernan
Caitlín Rebekah Kiernan (nascida em 26 de maio de 1964) é uma paleontóloga e escritora americana de ficção científica e fantasia sombria, nascida na Irlanda, incluindo 10 romances, séries de histórias em quadrinhos e mais de 250 contos, romances e vinhetas publicados. Kiernan recebeu duas vezes os prêmios World Fantasy e Bram Stoker.

## Vida pregressa

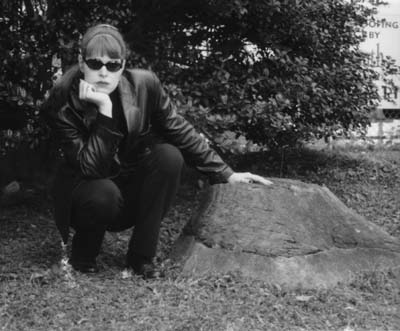
Kiernan em 2001

Kiernan nasceu em 1964 em Skerries, Condado de Dublin, Irlanda. Após a morte de seu pai, Kiernan mudou-se para os Estados Unidos quando criança com sua mãe Susan Ramey Cleveland e sua irmã mais nova Mary Angela (Máire Aingeal). Grande parte de sua infância foi passada na pequena cidade de Leeds, Alabama, e seus primeiros interesses incluíam herpetologia, paleontologia e escrita de ficção. Quando adolescente, Kiernan morou em Trussville, Alabama, e, no ensino médio, começou a fazer trabalho voluntário no Museu Red Mountain em Birmingham, Alabama, e a passar os verões em suas primeiras escavações arqueológicas e paleontológicas.
Kiernan frequentou a faculdade na Universidade do Alabama em Birmingham, Birmingham–Southern College e na Universidade do Colorado em Boulder, estudando geologia e paleontologia de vertebrados, e ocupou cargos de museu e professor antes de finalmente se voltar para a escrita de ficção em 1992. Kiernan foi referido como um polímata, e tem um QI registrado de 159 na Escala de Inteligência Stanford-Binet.

## Carreira

### Paleontologia
Em 1984, Kiernan foi cofundadora da Sociedade Paleontológica de Birmingham. Em 1988, eles foram coautores de um artigo descrevendo o novo gênero e espécie de mosassauro, Selmasaurus russelli. Artigos mais recentes incluem um sobre a bioestratigrafia de mosassauros do Alabama, publicado no Journal of Vertebrate Paleontology (2002) e "Primeiro registro de um terópode velociraptorine (Tetanurae, Dromaeosauridae) da Costa Leste do Golfo dos Estados Unidos" (2004).
Desde 2019, Kiernan é pesquisador associado e preparador de fósseis no McWane Science Center em Birmingham, Alabama, novamente estudando mosassauros, bem como tartarugas do Cretáceo. Em 2020, eles foram coautores de um artigo descrevendo uma nova grande tartaruga marinha fóssil, Asmodochelys parhami, do Demopolis Chalk do Alabama. Em 2021, Kiernan também se juntou à equipe do Museu da Universidade do Alabama, Departamento de Pesquisa e Coleções, como Pesquisador Associado em Paleontologia de Vertebrados. Em 2022, eles foram coautores da descrição de uma nova tartaruga gigante de água doce do Cretáceo Superior Mooreville Chalk do Alabama, Appalachemys ebersolei, um macrobenídeo até então desconhecido com uma concha com mais de 80 cm de comprimento. Em 2023, eles foram os autores principais de um artigo que descreveu duas novas espécies do raro mosassauro Ectenosaurus, E. tlemonectes e E. shannoni, das formações Niobrara e Mooreville do Kansas e Alabama, respectivamente.
Kiernan é membro da Sociedade de Paleontologia de Vertebrados desde 1984 e é membro da Sociedade Paleontológica e da Sociedade Americana de Ictiólogos e Herpetólogos. Em vários momentos, eles foram membros da Academia de Ciências do Alabama, Sigma Xi, da Sociedade de Geologia Sedimentar, da Sociedade Matemática Americana e da Instituição de Pesquisa Paleontológica.

### Romances, contos e histórias

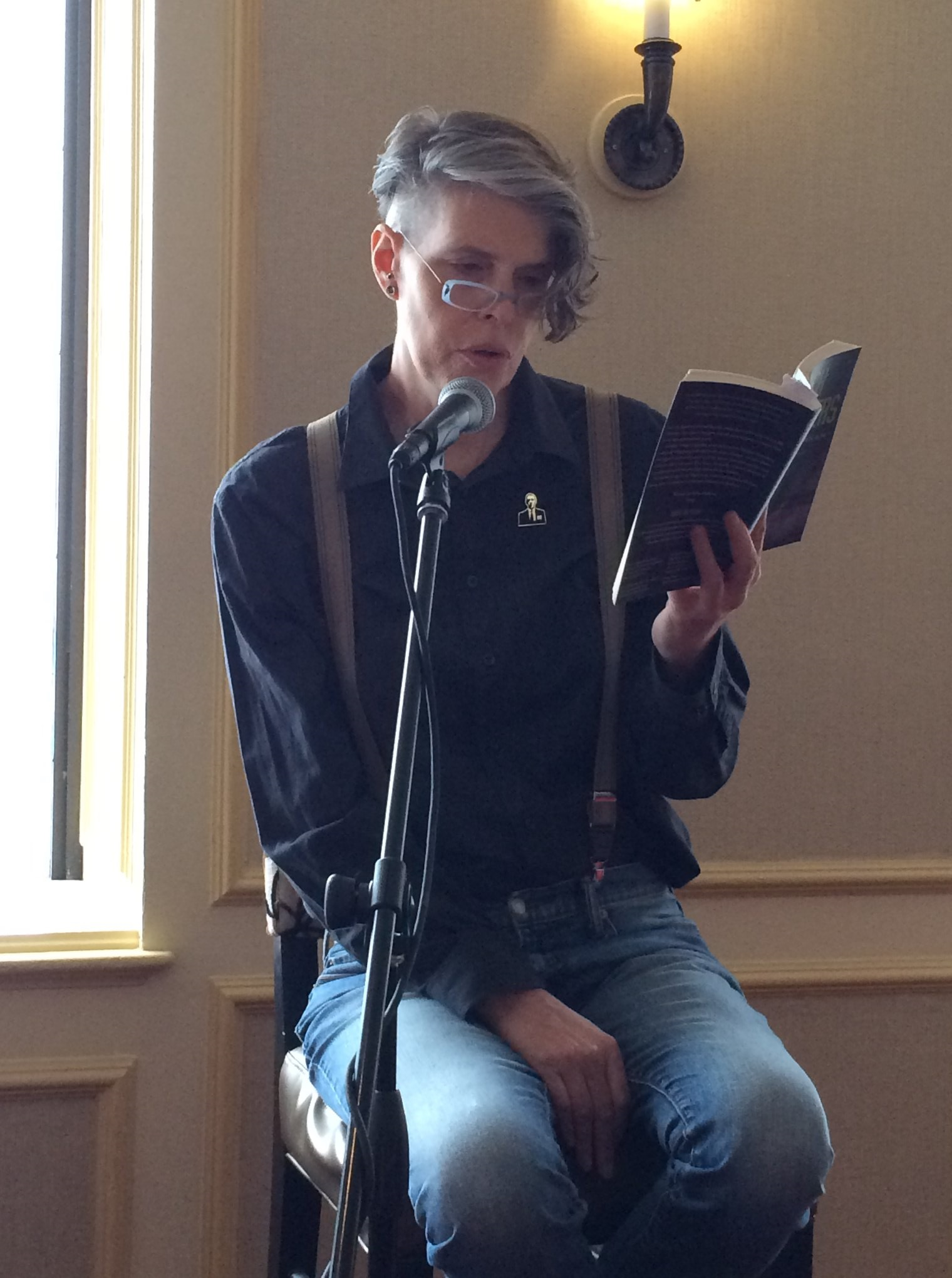
Kiernan em 2018, Providence, Rhode Island

O primeiro romance de Kiernan, The Five of Cups, foi escrito entre junho de 1992 e o início de 1993, embora só tenha sido publicado em 2003. Seu primeiro conto publicado foi "Persephone", um conto sombrio de ficção científica lançado em 1995. Seu primeiro romance publicado, Silk, foi lançado em 1998.
Os contos de Kiernan foram selecionados para as categorias de Melhor Série de Fantasia e Terror do Ano, The Mammoth Book of Best New Horror e The Year's Best Science Fiction, e seus contos foram reunidos em vários volumes (ver Bibliografia). Até o momento, a obra de Kiernan foi traduzida para alemão, italiano, chinês, francês, turco, espanhol, português, finlandês, tcheco, polonês, russo, coreano e japonês.
Kiernan foi abordado pelo escritor Neil Gaiman e editores da Vertigo Comics para escrever para The Dreaming, um spin-off de The Sandman de Gaiman, e fez isso de 1996 até sua conclusão em 2001, focando em personagens preexistentes (o Coríntio, Caim e Abel, Lucien, Nuala, Morpheus, Thessaly, etc.) e criando novos personagens (Eco, Maddy, o corvo branco dos sonhos Tétis, etc.). Eles escreveram a novelização do filme Beowulf de 2007 (com roteiro de Gaiman e Roger Avary). Mais tarde, Kiernan escreveu o roteiro de Alabaster: Wolves (2012) para a Dark Horse Comics, continuando com Alabaster: Grimmer Tales (2013) e Alabaster: The Good, the Bad, and the Bird (2014).

### Cinema e roteiro
A Mid-World Productions de Josh Boone adquiriu os direitos de The Red Tree e The Drowning Girl para transformá-los em longas-metragens. Kiernan está escrevendo o roteiro de The Red Tree, e Boone escreverá The Drowning Girl. Kiernan declarou: "Algumas pessoas fizeram perguntas sobre os filmes e a preservação da estranheza dos romances. Isso é algo com que você não precisa se preocupar. Além disso, embora nenhum detalhe possa ser divulgado ainda e nada seja certo, a esperança é que possamos escalar uma atriz transgênero como Abalyn Armitage."

## Estilo e gênero
O blog de Kiernan afirma:
Estou ficando cansado de dizer às pessoas que não sou um escritor de 'horror'. Estou ficando cansado de elas não ouvirem, ou não acreditarem. A maioria delas parece desconfiada dos meus motivos.
Nunca tentei enganar ninguém. Eu disse que não escrevo o gênero 'horror'. Um milhão, um bilhão de vezes eu disse isso.

Não é que não haja fortes elementos de horror presentes em muitos dos meus escritos. É que o horror nunca predomina nessas obras. Você pode muito bem chamar isso de ficção psicológica ou ficção de assombro. Eu não penso no horror como um gênero. Eu penso nele – parafraseando Doug Winter – como uma emoção, e nenhuma emoção jamais caracterizará minha ficção.
Grande parte dos primeiros trabalhos de Kiernan, como Silk, se passa ou faz alusão à estética das subculturas gótica e punk rock, elementos que geralmente estão ausentes em seus romances posteriores.
Kiernan também declarou, a respeito do papel do enredo na escrita criativa: "qualquer um pode inventar o artifício/conceito de uma 'boa história'. História me entedia. É por isso que os críticos reclamam que é o aspecto mais fraco do meu trabalho. Porque isso é essencialmente proposital. Não tenho interesse real no enredo. Atmosfera, humor, linguagem, personagem, tema, etc., essas são as coisas que me fascinam. Ulisses deveria ter libertado os escritores do enredo."
Em sua resenha de The Red Tree, o estudioso de H. P. Lovecraft S. T. Joshi escreve: "Kiernan já está entre os estilistas mais distintos em nosso campo - Edgar Allan Poe, Lord Dunsany, Thomas Ligotti. Com o lamentável recuo de Ligotti para o silêncio ficcional, a dela agora é a voz da ficção estranha." Em sua introdução a The Weird, Ann e Jeff VanderMeer escrevem que Kiernan "se tornou talvez a melhor escritora estranha de sua geração."

## Música
Em 1996 e 1997, Kiernan liderou uma "banda de goth-folk-blues" de Athens, Geórgia, Death's Little Sister, nomeada em homenagem ao personagem Delirium de Neil Gaiman. Eles eram os vocalistas e letristas da banda, e o grupo obteve algum sucesso na rádio universitária local e fez shows em Athens e Atlanta. Outros membros incluíam Barry Dillard (guitarras), Michael Graves (baixo) e Shelly Ross (teclados). Kiernan deixou a banda em fevereiro de 1997 por causa das responsabilidades crescentes que eles tinham escrevendo para a DC Comics e porque a Silk havia sido vendida recentemente.[carece de fontes?] Eles se envolveram brevemente em Crimson Stain Mystery, um projeto de estúdio, dois anos depois, que produziu um EP para acompanhar uma edição especial limitada de Silk, ilustrada por Clive Barker (Gauntlet Press, 2000).

## Publicação
Em dezembro de 2005, Kiernan começou a publicar o Sirenia Digest mensal (também conhecido como MerViSS), consistindo de vinhetas e contos: "O Projeto MerViSS é uma continuação da exploração de Kiernan da fusão da literatura erótica com elementos de fantasia sombria e ficção científica, criando ficções breves e oníricas." É ilustrado por Vince Locke. O resumo inclui colaborações ocasionais com Sonya Taaffe.

## Arquivos
Os Documentos de Caitlín R. Kiernan na Biblioteca John Hay da Universidade Brown consistem em 23 pés lineares de materiais manuscritos, incluindo correspondências, periódicos, manuscritos e publicações, por volta de 1970–2017, em formatos impressos, eletrônicos e baseados na web, bem como seus primeiros computadores e outros artefatos de sua carreira. O autor faz regularmente adições à coleção. Em 2017, uma recepção formal foi realizada na Biblioteca Hay para anunciar a coleção e revelar "Caitlín R. Kiernan Papers @ Brown University Library", uma exposição baseada neles.

## Vida pessoal
Aos vinte anos, Kiernan identificou-se como transgênero e fez a transição para o sexo feminino, identificando-se posteriormente como lésbica. Em 2020, Kiernan declarou: "Não me considero mais transgênero (ou transexual). Eu diria que sou fluido de gênero, se tivesse que dizer alguma coisa", explicando que essa não era uma opção reconhecida na década de 1980. Acrescentou que os pronomes masculinos ou femininos não lhe ofendem, mas prefere pronomes neutros como "they, them e their".
Kiernan se identifica como ateu. Politicamente, se descreve como liberal clássico.
Kiernan mora em Birmingham, Alabama, com a fotógrafa e fabricante de bonecas Kathryn A. Pollnac.

## Prémios

### Ganho
- International Horror Guild Award, Best First Novel 1998 (Silk)
- Barnes and Noble Maiden Voyage Award, Best First Novel 1998 (Silk)
- International Horror Guild Award, Best Novel 2001 (Threshold)
- International Horror Guild Award, Best Short Story 2001 ("Onion")
- International Horror Guild Award, Best Mid-Length Fiction 2005 ("La Peau Verte")
- James Tiptree, Jr. Award Honoree, 2010 ("Galápagos")
- James Tiptree, Jr. Award Winner, 2012 (The Drowning Girl: A Memoir)
- Bram Stoker Award, Best Novel 2012 (The Drowning Girl: A Memoir)
- Bram Stoker Award, Best Graphic Novel 2013 (Alabaster: Wolves)[27]
- Locus Award for Best Short Story 2014, ("The Road of Needles")
- World Fantasy Award—Short Fiction 2014, ("The Prayer of Ninety Cats")
- World Fantasy Award, Best Collection 2014, (The Ape's Wife and Other Stories)

### Nomeações (lista parcial)
- Bram Stoker Award 1995, Best Short Story ("Persephone")
- Bram Stoker Award, Best First Novel 1998 (Silk)
- British Fantasy Award, Best First Novel 1998 (Silk)
- Gay & Lesbian Alliance Against Defamation Award, Best Graphic Novel 1998 (The Girl Who Would Be Death)
- International Horror Guild Award, Best Collection (Tales of Pain and Wonder)
- Bram Stoker Award, Best Graphic Novel 2001 (The Dreaming No. 56, "The First Adventure of Miss Caterina Poe")
- International Horror Guild Award, Best Graphic Novel 2001 (The Dreaming No. 56, "The First Adventure of Miss Caterina Poe")
- International Horror Guild Award, Best Short Form 2002 ("The Road of Pins")
- International Horror Guild Award, Best Collection 2005 (To Charles Fort, With Love)
- World Fantasy Award 2006, Best Collection 2005 (To Charles Fort, With Love)
- World Fantasy Award 2006, Best Short Fiction 2005 ("La Peau Verte")
- International Horror Guild Award, Best Mid-Length Fiction 2006 ("Bainbridge")
- Locus Award 2010 (40th Annual), Best Fantasy Novel (The Red Tree)
- Locus Award 2010 (40th Annual), Best Collection (A is for Alien)
- Shirley Jackson Award (3rd Annual, 2010), Best Novel (The Red Tree)
- World Fantasy Award 2010, Best Novel (The Red Tree)
- Shirley Jackson Award (4th Annual, 2011), Best Short Story ("As Red as Red")
- World Fantasy Award 2011, Best Collection 2010 (The Ammonite Violin & Others)
- Bram Stoker Award 2011, Best Collection (Two Worlds and in Between: The Best of Caitlin R. Kiernan, Volume 1)
- Bram Stoker Award 2011, Best Long Fiction ("The Collier's Venus [1893]")
- Locus Award 2012, Best Collection (Two Worlds and in Between: The Best of Caitlin R. Kiernan, Volume 1)
- World Fantasy Award 2012, Best Collection (Two Worlds and in Between: The Best of Caitlin R. Kiernan, Volume 1)
- Nebula Award 2012, Best Novel (The Drowning Girl: A Memoir)[28]
- British Fantasy Award 2012, Best Fantasy Novel (The Drowning Girl: A Memoir)
- World Fantasy Award 2012, Best Novel (The Drowning Girl: A Memoir)
- Mythopoeic Award 2012, Adult Literature (The Drowning Girl: A Memoir)
- Shirley Jackson Award 2012, Best Novel (The Drowning Girl: A Memoir)
- Bram Stoker Award 2013, Fiction Collection (The Ape's Wife and Other Stories)
- World Fantasy Award 2014, Best Novella (Black Helicopters)
- World Fantasy Award 2014, Best Short Story ("The Prayer of Ninety Cats")
- World Fantasy Award 2014, Best Collection (The Ape's Wife and Other Stories)
- Bram Stoker Award 2017, Long Fiction (Agents of Dreamland)
- Locus Award 2018, Best Novella (Agents of Dreamland)
- Locus Award 2019, Best Collection (The Dinosaur Tourist)
- Locus Award 2019, Best Novella (Black Helicopters)
- Locus Award 2020, Best Collection (The Very Best of Caitlín R. Kiernan)

### Romances
- Silk. [S.l.]: G. P. Putnam's Sons. 1998. ISBN 9780451456687
- Threshold (2001, G. P. Putnam's Sons) ISBN 9780451461247
- The Five of Cups. [S.l.]: Subterranean Press. 2003. ISBN 9781931081801
- Low Red Moon. [S.l.]: G. P. Putnam's Sons. 2003. ISBN 9781931081849
- Murder of Angels. [S.l.]: G. P. Putnam's Sons. 2004. ISBN 9780451459961
- Daughter of Hounds. [S.l.]: G. P. Putnam's Sons. 2007. ISBN 9780451461575
- Beowulf (2007; HarperCollins; novelisation of 2007 film) ISBN 9780061543388
- The Red Tree (2009; Penguin-Putnam) ISBN 9780451463500
- The Drowning Girl: A Memoir (March 2012; Penguin-Putnam) ISBN 9780451464163
- Blood Oranges (writing as Kathleen Tierney; February 2013, Penguin-Putnam) ISBN 9780451465016
- Red Delicious (writing as Kathleen Tierney; 2014, Penguin-Putnam) ISBN 9780451416537
- Cherry Bomb (writing as Kathleen Tierney; 2015, Penguin-Putnam) ISBN 9780451416551
- Agents of Dreamland (2017; Tor) ISBN 0765394324
- Black Helicopters (2018; Tor) ISBN 1250191130
- La Belle Fleur Sauvage (2020; Dark Regions Press) ISBN 9781626412873
- The Tindalos Asset (2020; Tor) ISBN 9781250191151

### Coletâneas de contos
- Tales of Pain and Wonder (2000, Gauntlet Press; 2002, Meisha Merlin; 2008, Subterranean Press; 2016, PS Publishing)
- Wrong Things (with Poppy Z. Brite; 2001; Subterranean Press)
- From Weird and Distant Shores (2002 & 2022; Subterranean Press)
- To Charles Fort, with Love (2005; Subterranean Press; 2018, PS Publishing)
- Alabaster (2006; Subterranean Press; ilustrado por Ted Naifeh; relançado pela Dark Horse Comics, fevereiro de 2014, como Alabaster: Pale Horse)
- A Is for Alien (2009; Subterranean Press; ilustrado por Vince Locke; 2015, PS Publishing)
- The Ammonite Violin & Others (2010; Subterranean Press; 2018, PS Publishing)
- Two Worlds and in Between: The Best of Caitlin R. Kiernan (Volume One) (2011; Subterranean Press)
- Confessions of a Five-Chambered Heart (2012; Subterranean Press)
- The Ape's Wife and Other Stories (2013; Subterranean Press)
- Beneath an Oil-Dark Sea: The Best of Caitlin R. Kiernan (Volume Two) (2015; Subterranean Press)
- Dear Sweet Filthy World (2017; Subterranean Press)
- Houses Under the Sea: Mythos Tales (2018; Centipede Press; relançado pela Subterranean Press, setembro de 2019)
- The Dinosaur Tourist (2018; Subterranean Press)
- The Very Best of Caitlín R. Kiernan (2019; Tachyon Publications)
- A Little Yellow Book of Fever Dreams (2019; Borderlands Press)
- Comes a Pale Rider (2020; Subterranean Press)
- Vile Affections (2021; Subterranean Press)
- Cambrian Tales: Juvenilia (2021, Subterranean Press)
- The Variegated Alphabet (2021; Subterranean Press)
- Bradbury Weather (2024; Subterranean Press)
- Bright Dead Star (2025; Subterranean Press, próximo lançamento)